# 仲达镇
仲达镇是中华人民共和国西藏自治区朗县下辖的一个镇，位于县境西南部，人口2152人。下辖8个村委会：仲达村、    堆许村、    林古村、    解协村、    卓岗村、    伟列村、    拉丁雪村、达贵村。